# صلاح صلاح
صلاح صلاح حاتم (1962) صحفي وكاتب قصصي عراقي يعيش مغتربًا في كندا منذ 1999. ولد في بغداد ونشأ بها. درس الهندسة في الجامعة التكنولوجية فيها وتخرج سنة 1958. بدأ النشر في الصحف مبكرًا منذ 1974 وكتب في العديد من المجلات العراقية والأردنية والفلسطينية. بعد خلافاته مع الحكومة العراقية البعثية ذهب إلى إربيل ثم هاجر إلى كندا. 

## سيرته
ولد صلاح صلاح حاتم في بغداد بحي الكرادة الشرقية سنة 1962 ونشأ بها. درس الهندسة في الجامعة التكنولوجية ببغداد 1985. عمل صحفيًا في الصحافة العراقية‌ والعربية منذ 19743. ترك بغداد وعائلته بعد المضايقات الأمنية البعثية وهاجر إلى أربيل في إقليم كوردستان وعمل صحفيًا فيها. ثم تركها قبل نشوب الحرب الأهلية في كردستان العراق وانتقل إلى زاخو ثم تركيا حيث وافقت الأمم المتحدة على استقباله وتم تسفيره إلى كندا عام 1999. 

## مهنته
هو عضو الاتحاد العام للأدباء والكتاب العرب، واتحاد الكتاب الكنديين، ورابطة القلم الكندية للدفاع عن الكتاب في العالم. 

### الصحفية
بدأ الكتابة منذ 1974 في مجلة «مجلتي» و«المزمار». كتب في العديد من الصحف والمجلات العراقية والعربية وعمل محررا في مجلة «نضال الشعب» الفلسطينية ببيروت عام 1978. عمل في أسبوعية «الاتحاد» الناطقة باسم الاتحاد الوطني الكردستاني في إربيل. ثم سكرتيرًًا لجريدة «المغترب العربي» في تورنتو بكندا. 

### الأدبية
نشر مجموعته قصصية الأولى بعنوان «تحت ظل المطر» عام 1996 في بغداد وفي العام نفسه حصل على جائزة راديو فرنسا الدولي للقصة القصيرة. أول رواياته هي «تحت سماء الكلاب» (2005). يمتاز أسلوبه الروائي بالتحدي لمعاني النص وثرائه في تصوير الواقع الذي يرصد إرهاصاته في لحظة التصور للحدث، وتجسد ذلك في روايته «تحت سماء الكلاب» التي عبرت عن رحل الاغتراب للعراقي.  نشر روايته «كيف تقتل الأرنب» سنة 2014 وهي رواية عن الشتات العراقي، كتبها من تجربته. 

يرفض الكتابة الكلاسيكية ويدعو إلى الخروج على التقاليد البالية للرواية العراقية. 

## أعماله
من مجموعاتها القصصية:
- «تحت ظل المطر»، 1996
- «مكان للمارسة الحلم»

من رواياته:
- «تحت سماء الكلاب»، 2005
- «بوهيميا الخراب»، 2009
- «أوراق الزمن الداعر»، 2010
- «استلوجيا»، 2012
- «كيف تقتل الأرنب»، 2014

## جوائزه
حاز جوائز عدة، منها:
- 1994: جائزة راديو فرنسا الدولي للقصة القصيرة. [5]
- 2007: جائزة ناجي نعمان للإبداع.[5]